# Gerhard Blasius
Pour les articles homonymes, voir Blasius.
Gérard Blasius (orig. Gerrit Blasius, né le 3 octobre 1627, à Amsterdam, où il est mort le 26 septembre 1682,,), est un anatomiste néerlandais, et l'un des tout premiers professeurs de médecine d'Amsterdam (1660). Il compte au nombre des fondateurs de l'anatomie comparée,. De 1649 à 1682 il a publié trente livres, dont treize éditions critiques d'autres médecins et une introduction à la médecine. Gérard Blasius n'hésita pas à usurper les découvertes d'autrui et reste célèbre pour la vive polémique qu'il dut engager avec son ex-étudiant Nicolas Sténon.

## Biographie
Gérard Blasius d'Oostvliet, comme il se nommait lui-même,, est né à Amsterdam. Son père, Léonard Blasius, était un ingénieur des fortifications, dépêché à Glückstadt par le Conseil de Flandre zélandaise, qui entra en juillet 1640 comme architecte au service de Christian IV de Danemark, à la mort d’Hans van Steenwinckel le Jeune, pour parachever la construction de la Tour Ronde de Copenhague. Léonard Blasius est crédité de la rénovation de l'église d'Holmens, face à la Bourse de Copenhague, deux édifices typiques de la Renaissance flamande.
Gérard étudia la médecine dans la capitale danoise et, à la mort de son père, rapatria sa famille à Leyde. Sa mère, Hillegondt Gerrits de Bartelinck, s'installa avec ses enfants dans le quartier de Steenschuur, le long d'une dérivation du canal de Rapenburg de Leyde ; l'une de ses filles, Éléonore, devint peintre (cf. Thieme-Becker). Quant à Gérard, il poursuivit ses études jusqu'au 4 juillet 1645 à l'université de Leyde, où il soutint sa thèse, consacrée aux fonctions rénales, le 22 mai 1648. Blasius épouse à Amsterdam Cornelia van Ottinga (native de Leyde et fille d'un maître soyeux) en 1653. Le couple aura huit enfants, dont deux jumeaux et trois enfants morts en bas âge. En 1655, il s'installa à Amsterdam mais, déjà âgé de 29 ans, se réinscrivit pourtant à l'université de Leyde l'année suivante. En 1658 il commence à donner ses premiers cours privés à Amsterdam et l'année suivante est recruté comme maître de conférences à l’Athenaeum Illustre pour la pharmacologie, la chimie, et plus tard l'anatomie sous la direction d’Arnoldus Senguerdius, professeur de philosophie. En 1660 il est reçu médecin de la ville d'Amsterdam.
Entre-temps, comme il s'est converti à la foi réformée, il est promu le 27 juillet[Quand ?] professeur extraordinaire (sans rémunération) de l'Athenaeum. Dans sa leçon inaugurale, il développe le projet d'une faculté de médecine et indique comment la financer. Les régents et le bourgmestre firent en sorte d'exclure la théologie du cursus, pour éviter de concurrencer sur ce point les universités d'Utrecht et de Leyde.

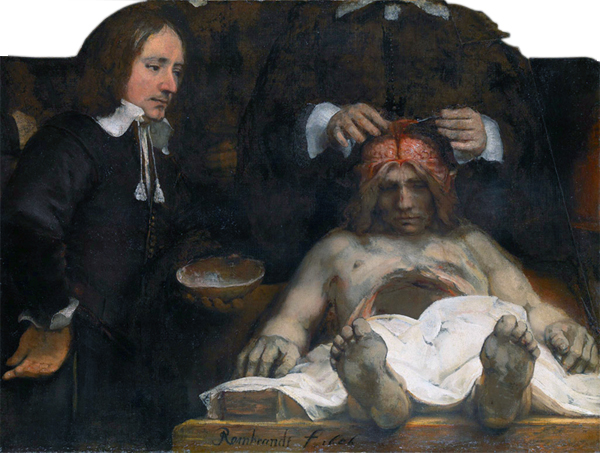
Une dissection de Jan Deyman, détail de « La Leçon d'anatomie du docteur Deijman » par Rembrandt (1656), conservé au Musée d'Amsterdam.

L'Athenæum reçut l'autorisation d'ouvrir une chaire d'anatomie théorique, la Guilde des Chirurgiens se réservant le monopole de la pratique. Le 8 février 1662, Blasius était lui-même autorisé à dispenser ses cours privés d'anatomie et d’utiliser officiellement les locaux de l’hospice Saint-Pierre d'Amsterdam pour cela.

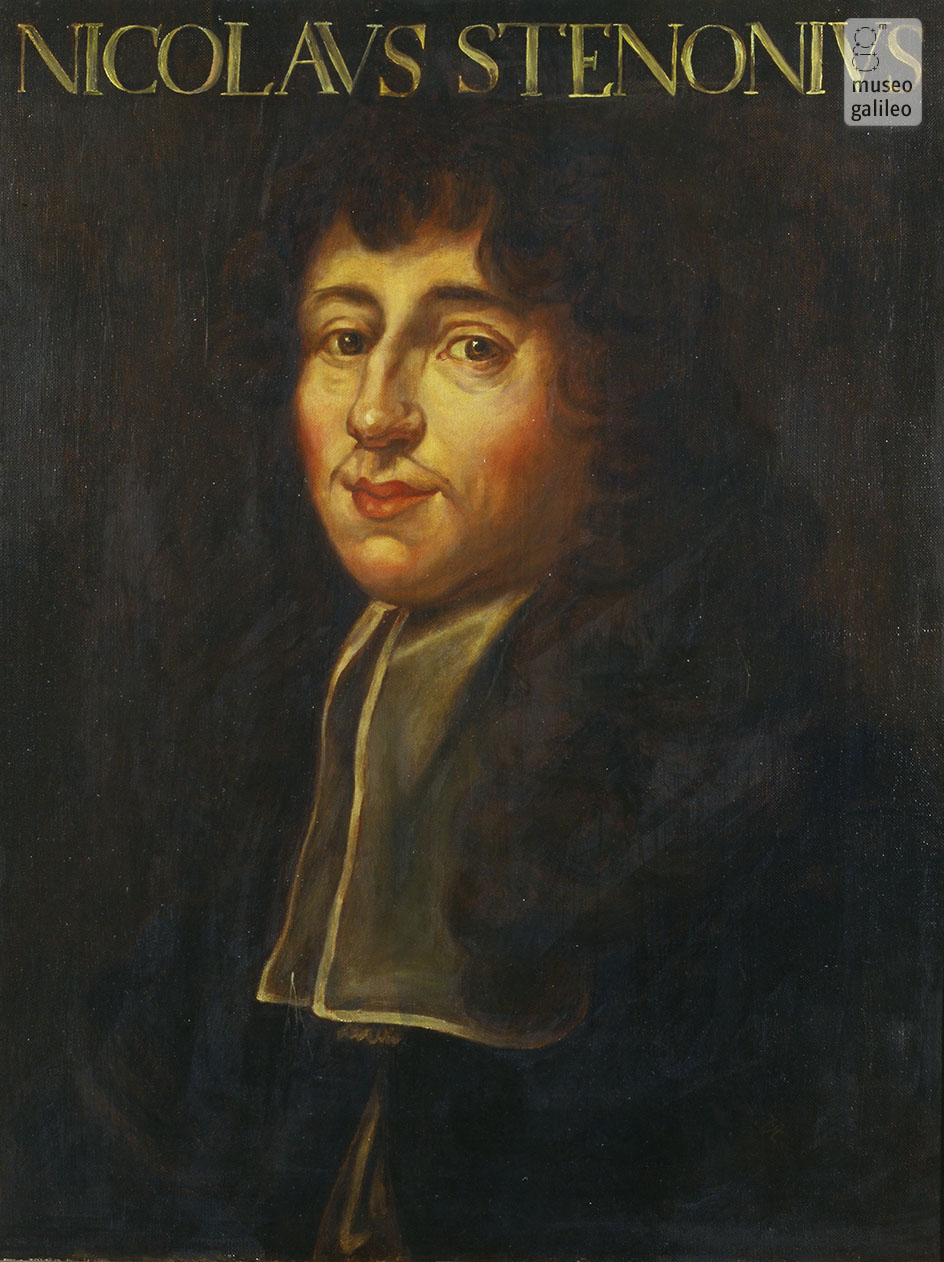
Nicolas Sténon par Justus Sustermans.

En 1661, Blasius, dans la préface de sa Medicina generalis, revendiqua pour lui-même une découverte de son ex-étudiant danois, Nicolas Sténon. L'année précédente, ce dernier avait découvert, en disséquant une tête de mouton, un canal salivaire dépassant de la glande parotide, qu'il appela pour cette raison ductus parotidicus. Blasius ainsi que le jeune Sténon (il n'avait alors que 23 ans) se mirent à correspondre de la question avec l'illustre Thomas Bartholin ; mais Sténon crut bon de publier sa découverte et Blasius dénonça « l'arrogance d'un étudiant perfide ». Sténon ne s'en tint naturellement pas là et fit connaître en 1663 par un libelle que Blasius n'était pas expert en anatomie et qu'il était « esclave de ses impressions ». Blasius chargea son frère Johan, qui était avocat, d'aller à Leyde pour raisonner Sténon et le convaincre de retirer ses accusations.
En 1664, Blasius est reçu membre du Collegium Privatum Amstelodamense, présidé par Jan Swammerdam. Cette société savante se réunissait pour décider des études qu'elle ferait publier : elle permit ainsi à Blasius de faire paraître en 1666 une monographie sur l'anatomie de la moelle épinière résumant les recherches de Swammerdam ; mais le nom de Blasius a été supprimé dans la seconde édition de l'ouvrage, sans doute sur décision du Collegium.
En 1666, sur la recommandation de plusieurs médecins, dont Nicolas Tulp, Blasius se voit confier la chaire de medicine de l’Athenaeum Illustre d’Amsterdam, moyennant l'engagement de ne plus donner de leçons d'anatomie publiques. À  partir de 1671, Blasius enseigna dans la chapelle Sainte-Agnès (nl) en bas des collèges de la Halle aux Bouchers (Vleeshal), et donnait ses leçons de botanique dans le jardin de simples de l'hôpital. Ce hortus medicus de Johannes Snippendael avait été aménagé au cours du quatrième agrandissement d’Amsterdam (1664–1665), entre la rue d'Utrecht, le long du canal de Keizersgracht et les terrains de l'hospice de Binnengasthuis (Amsterdam).

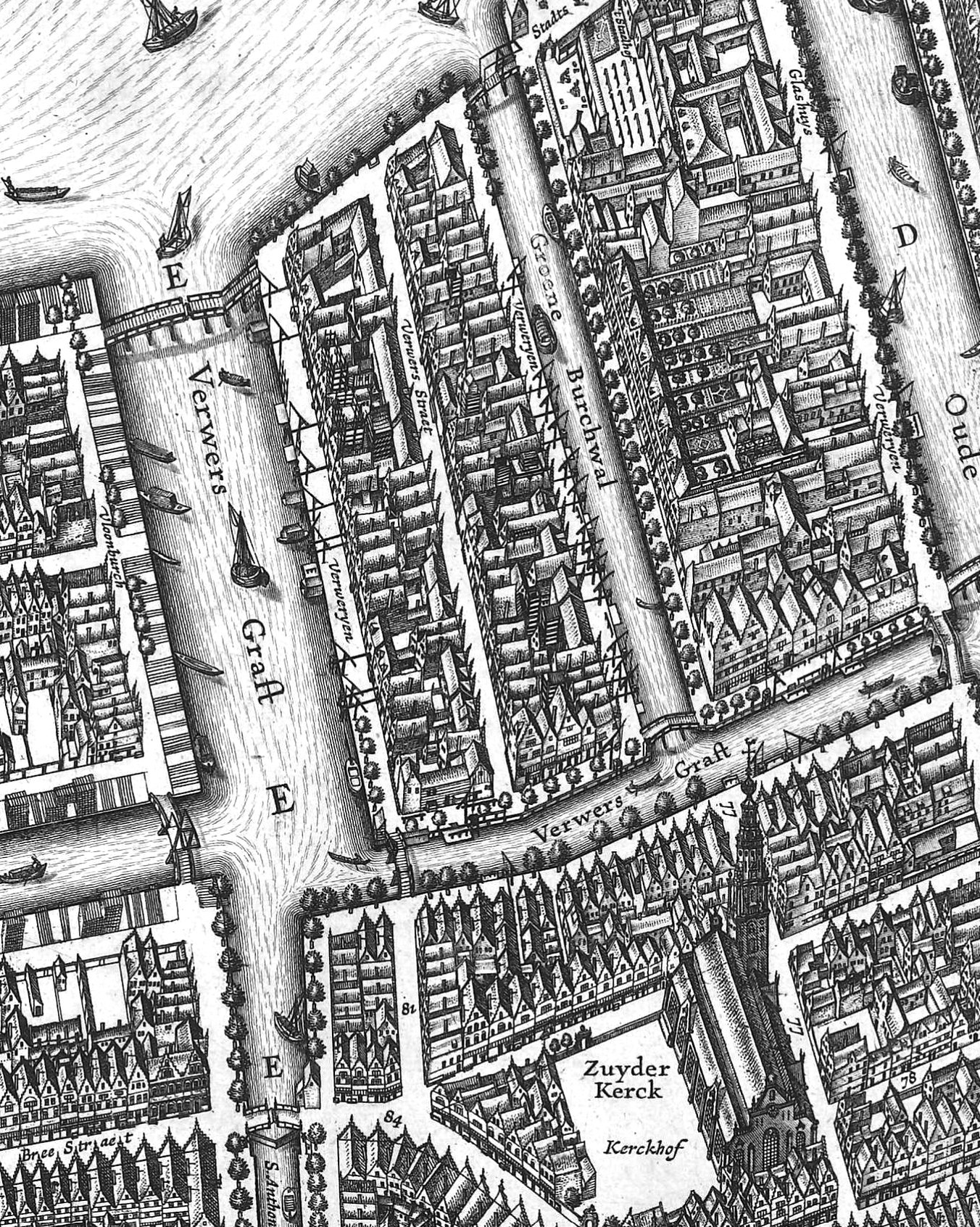
Blasius fut inhumé en 1682 dans le cimetière du Groenburgwal. Cette planche gravée datée de 1625 est de la main de Balthasar Florisz van Berckenrode.

Le 12 novembre 1669 il est autorisé à enseigner aux étudiants dans l'enceinte de l'hospice Saint-Pierre, puis au mois d'octobre 1670, de présenter les cadavres des patients décédés, afin que les étudiants puissent associer théorie et pratique ; mais il n'aura jamais la possibilité de réaliser de dissections dans l’amphithéâtre d’anatomie, ce privilège étant strictement réservé aux chirurgiens. Blasius dispensait à ses étudiants une formation élémentaire solide, qu'ils complétaient le plus souvent à Leyde, car à l'Athenæum ils ne pouvaient passer aucun diplôme. Plusieurs de ses leçons sont conservées aujourd'hui à la British Library. Le 12 mars 1678 il obtint l'autorisation de faire imprimer des planches anatomiques. Sténon est l'auteur qu'il cite le plus souvent dans son dernier ouvrage, Anatome animalium (1681).
Blasius avait amassé une fortune considérable de sa pratique médicale ; sa veuve n'en hérita qu'en 1687. Par suite de la crise financière qui frappa les Pays-Bas, les biens de Blasius furent liquidés en 1692 par Pieter Bernagie.

## Œuvres

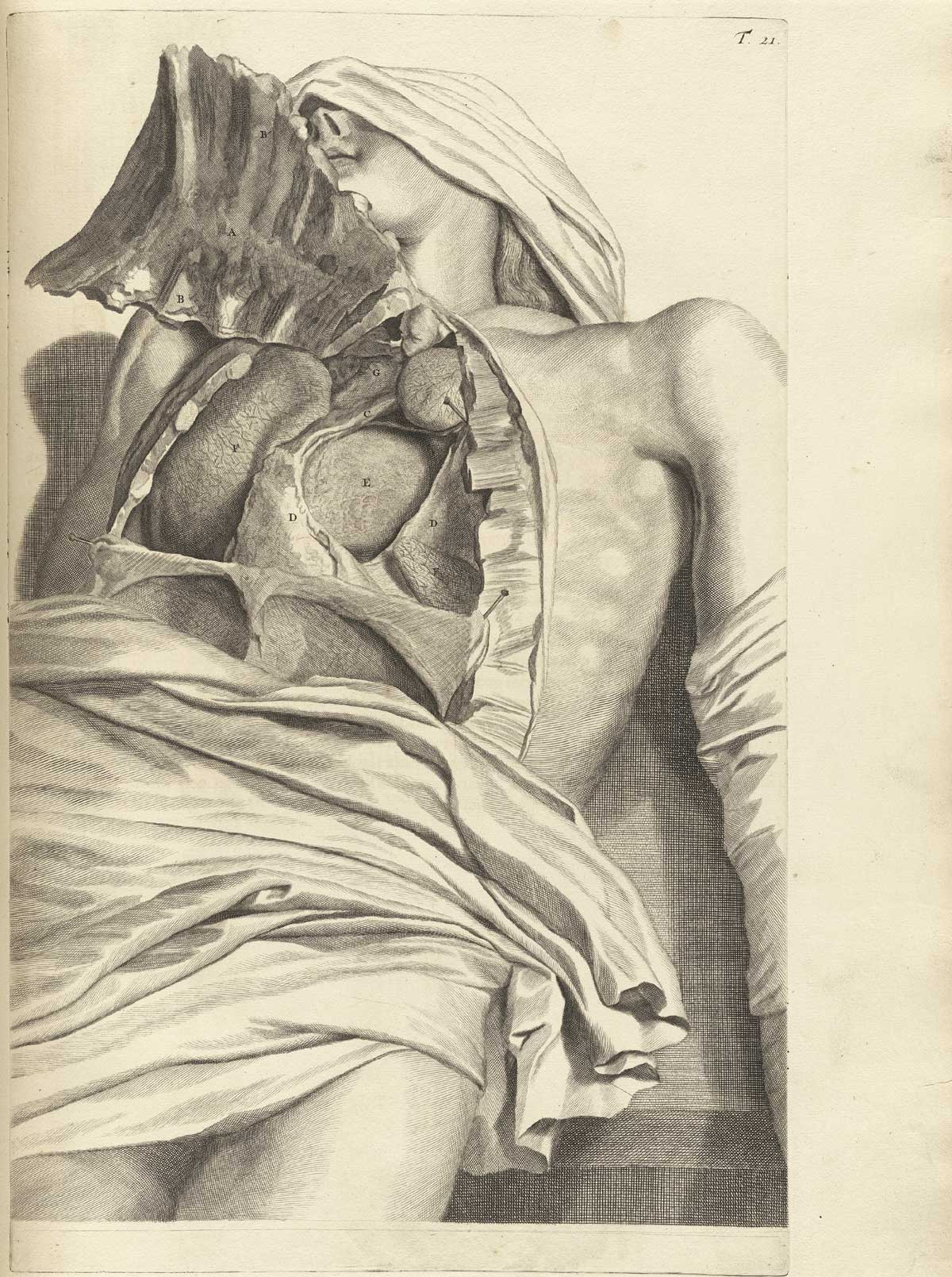
Une dissection par son collègue Govert Bidloo.

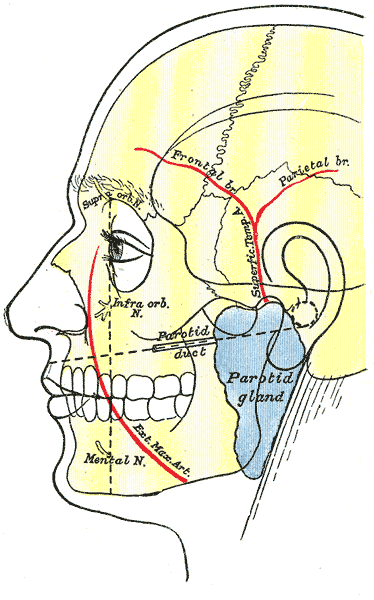
Le ductus parotidicus Stenonianus est désigné ici comme le parotid duct.

Blasius a écrit sur l’anatomie, la pharmacologie et la chimie dans l'esprit de l’iatrochimie, et plusieurs manuels.
À moins de mention particulière, ses travaux sont en latin.
- Disputatio physica de principatu cordis, etc Praes Albertus Kyper (1655)
- Impetus Jacobi Primerosii doctoris medici, in Vop. Fort. Plempium ... retusus / a Gerardo Leon. Blasio (1659)
- Oratio inauguralis de iis quae homo naturae, quae arti, debeat. / Gerardus Leon. Blasius
- Anatome contracta (1660)
- Medicina generalis nova accurataque methodo fundamenta exhibens / Gerardus Leonardi Blasius (1661)
- Pest-geneesing en bewaaring voor dezelve. (1663)
- Observata anatomica in homine, simia, equo variisque animalibus aliis Accedunt extraordinaria in homine reperta praxin medicam aeque ac anatomen illustrantia n (1664)
- Medicina universa ; hygieines et therapeutices fundamenta methodo nova brevissimè exhibens… (1665)
- Anatome medullae spinalis, et nervorum inde provenientium (1666)
- Anatome contracta, in gratiam discipulorum conscripta, & edita (1666)
- Observationes anatomicae selectiores collegii privati Amstelodamensis (1667)
- Institutionum medicarum compendium, disputationibus XII ... absolutum
- Miscellanea anatomica, hominis, brutorumque variorum, fabricam diversam magnâ parte exhibentia (1673) Gerardi Blasii med. doct. & prof.
- Observata anatomica in homine, simiâ, equo, vitulo, ove, testudine, echino, glire, serpente, ardeâ, Gerardi Blasii ab Oost-Vliet ... variisque animalibus aliis. : Accedunt extraordinaria in homine reperta, praxin medicinam æque ac anatomen illustrantia (1674)
- (nl) Ontleeding des menschelyken lichaems beschreeven en in verscheydene figuren afgebeelt door Geerard Blasius (1675)
- Observationes medicae anatomicae rariores (1677)
- Observationes medicae rariores in quibus multa ad anatomiam et medicinam spectantia deteguntur
- Zootomiae, seu Anatomes variorum animalium pars prima (1676)
- Medicina curatoria methodo nova in gratiam discipulorum conscripta (1680)
- Anatome animalium, terrestrium variorum, volatilium, aquatilium, serpentum, insectorum, ovorumque, structuram naturalem ... figuris variis illustrata (1681)

### Travaux d'édition
- Johann Vesling, Syntagma anatomicum (1677) — Aussi en ligne l'édition de 1696La publication originale de Vesling est de 1647. Blasius a écrit les commentaires et l'appendice.
- Lorenzo Bellini, Exercitationes anatomicae duae de structura et usu renum ut et de gustus organo — L'édition en ligne est celle de Leyde, 1726.